# Tagalopsyche fletcheri
Tagalopsyche fletcheri är en nattsländeart som beskrevs av Douglas E. Kimmins 1963. Tagalopsyche fletcheri ingår i släktet Tagalopsyche och familjen långhornssländor. Inga underarter finns listade i Catalogue of Life.